# Femicidios en Argentina
Se consideran femicidios a los asesinatos de mujeres en virtud de su género. El asesinato de Wanda Taddei en 2010 a manos de su pareja Eduardo Arturo Vázquez, puso en primer plano la violencia de género en Argentina y los femicidios. Después de dicho suceso, tanto los medios como la sociedad se fueron interiorizando sobre el tema, llegando a confundir frecuentemente el concepto de femicidio con los homicidios de mujeres ocasionados en relaciones amorosas. Este término fue utilizado públicamente por primera vez por la estadounidense Diana Russell en el Tribunal de Crímenes contra la Mujer que se celebró en Bruselas.  El feminicidio o femicidio es el asesinato de una mujer a manos de un hombre por el simple hecho de ser mujer, con independencia de que se cometa en el ámbito público o en el privado y de que exista o haya existido o no, alguna relación entre el agresor y la víctima. Para que el femicidio se configure debe tratarse de un delito ocasionado por misoginia, por ende, debe haber la intención de producir la muerte de una mujer por odio al género femenino. En 2012 se sancionó la ley contra femicidios.
La Casa del Encuentro es una de las entidades que actualmente también atienden la problemática, asistiendo a mujeres víctimas, dictando talleres y elaborando estadísticas, las mismas no eran elaboradas por ningún otro ente hasta finales de 2015. Dando cuenta de un alarmante registro de mujeres víctimas de homicidios, a través del relevamiento de los medios de comunicación de las mujeres que sufrieron y sufren violencia por parte de sus parejas; el 3 de junio de 2015 se produjo una multitudinaria marcha en varias ciudades de Argentina, y Uruguay bajo el colectivo "Ni una menos". Ello ayudaría a crear un  a concientización en la sociedad que se vio reflejado en el instantáneo aumento de las denuncias por "violencia de género". No obstante, el número de femicidios se incrementó, con una escalada en octubre.

## Contexto
Los derechos civiles de las mujeres en Argentina han sido como en todo el mundo históricamente restringidos. En 1924 el legislador radical Leopoldo Bard llevó a la Cámara de Diputados un proyecto de ideas similares a otras manteniendo su esencia pero reformulando su contenido presentado en el pasado por el Partido Socialista en materia de derechos civiles para las mujeres. Se trató de una de las iniciativas más importantes llevadas a cabo con éxito, ya que en el mundo aún no se había logrado y el éxito llegó después de haberse intentado varias veces durante algunas décadas. En el primer artículo se declaró abolida la imposibilidad de la mujer casada de poder tener los mismos derechos civiles que su marido, haciendo así iguales al hombre y a la mujer ante la ley (aunque el sufragio femenino ante las sociedades no llegó para ellas hasta 1952). Dos semanas después los socialistas Juan B. Justo y Mario Bravo presentaron una iniciativa bajo el título de «Derechos civiles de la mujer soltera, divorciada o viuda». Al existir dos normas parecidas en circulación, el Congreso creó una Comisión Especial para estudiar ambas legislaciones y presentar un único texto. Así, durante la sesión del 14 de septiembre de 1926, el proyecto resultante de dicha comisión se convirtió en la ley n.º 11.357 conocida como «Ley de ampliación de los derechos de la mujer».
El voto femenino fue ley recién en 1947 durante la presidencia de Juan Domingo Perón, llevándose a cabo por primera vez en 1952, mientras que en Estados Unidos una norma similar había sido sancionada en los años 20, o en Chile se sancionó en 1934. La igualdad política de hombres y mujeres, se complementó con la igualdad jurídica de los cónyuges y la patria potestad compartida que garantizó el artículo 37 (II.1) de la Constitución de 1949.
En 1956 la Constitución fue derogada por la Revolución Libertadora, y con ella se anuló la garantía de igualdad jurídica entre el hombre y la mujer en el matrimonio y frente a la patria potestad y reapareció la prioridad del hombre sobre la mujer.
En Argentina desde la década de 1990 se inauguran los primeros Centros Municipales de la Mujer, destacando un centro emblemático creado en Vicente López, cuyas directoras fueron Diana Staubli y Marcela Rodríguez quienes crearon las primeras políticas públicas locales con enfoque de género y abordando diferentes violencias contra las mujeres de un modo innovativo, dando cuerpo y estructura a un modo de abordar las violencias contra las mujeres premiado por Naciones Unidas.

### Violencia de género en Argentina

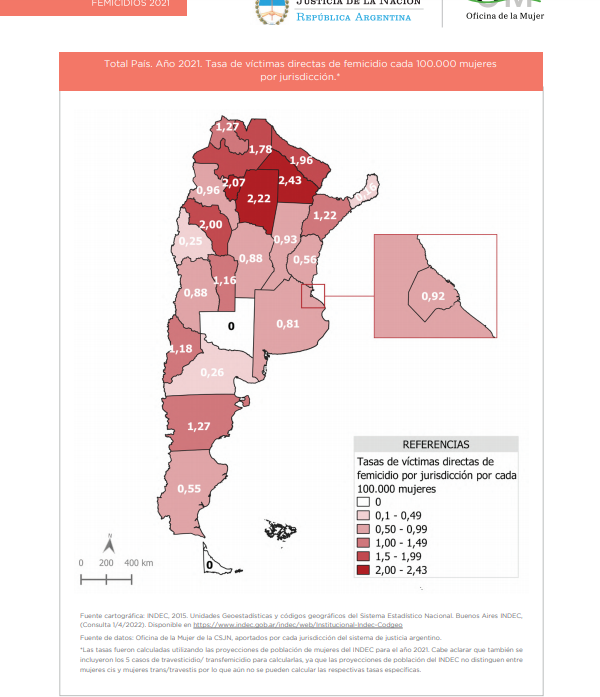
Tasa de víctimas directas de femicidio por provincia por cada 100.000 mujeres en 2021

Se entiende por violencia de género a la violencia ejercida contra las personas con motivo de su identidad de género, que implique toda conducta, acción u omisión, que de manera directa o indirecta, tanto en el ámbito público como en el privado, basada en una relación desigual de poder, afecte su vida, libertad, dignidad, integridad física, psicológica, sexual, económica o patrimonial, como así también su seguridad personal que las afecte. La misma comprende las perpetradas desde el Estado o por sus agentes.
La normativa argentina establece distintos tipos de violencia: física, psicológica, sexual, económica, patrimonial, simbólica y política. Y sus respectivas modalidades: violencia doméstica, violencia institucional, violencia laboral, violencia contra la libertad reproductiva, violencia obstétrica, violencia mediática, violencia en espacios públicos y Violencia pública-política contra las mujeres.

## Antecedentes

### Asesinato de Wanda Taddei
La difusión del asesinato de Wanda Taddei tendría un efecto que daría origen a algo que se llamó el "efecto Wanda Taddei" y sería la multiplicación de los asesinatos de mujeres por quemaduras a manos de sus parejas. Tras la muerte de Taddei y hasta 2013, 132 mujeres fueron quemadas por hombres en Argentina, de las cuales la mitad murieron. En cambio en los dos años anteriores, sólo habían sido identificadas nueve casos de ataques similares.
Ya desde 2007 se alertaba sobre la problemática, y había reclamos de que los fondos destinados al Consejo Nacional de la Mujer (por el cual el Estado instrumenta las políticas de género), había disminuido en un 80% entre 2006 a 2007 llegando apenas a los 1.891.799 pesos.
A su vez, Victoria Obregón, directora de Igualdad de Oportunidades de la Provincia de Buenos Aires, responsable del Programa de Asistencia a Mujeres Víctimas de Violencia, cuenta que "empezaron a hacerse frecuentes, entre las amenazas, el «te voy a quemar como a Wanda»".
La activista de género Florencia Cremona explica del siguiente modo las implicancias del "efecto Wanda Taddei":

El caso de Wanda fue un disparador para que otros hombres violentos imitaran el accionar de Eduardo Vázquez al mantener una pelea con sus parejas, en la idea del “crimen perfecto” esto es “de quemar para borrar las huellas”. Como Vásquez estuvo libre al principio, en algunos hombres violentos quedó la sensación de impunidad.

### Otros casos
El 15 de agosto de 2011 fueron asesinadas en la Quebrada de San Lorenzo, provincia de Salta Cassandre Bouvier y Houri Moumni. Sus cadáveres fueron hallados baleados y con signo de violencia sexual. El padre de Cassandre, Jean-Michel Bouvier publicó en el diario francés Le Monde una carta en la que reclamó que el delito fuera tratado como feminicidio y reclamó que Francia reconociera el delito de feminicidio.

## Medidas preventivas
Frecuentemente, los candidatos a por la presidencia Mauricio Macri y Daniel Scioli -los primeros en la historia argentina en disputar la elección por balotage- han sido criticados por el escaso presupuesto empleado en la lucha contra la problemática, además de no incluir el tema de violencia de género en sus agendas, al punto de eludirlo, salvo en algunas ocasiones, en donde ambos se comprometieron a implementar medidas como la construcción de refugios para mujeres; o que, para igual jornada laboral, hombres y mujeres cobrasen la misma suma monetaria. Asimismo, durante el debate presidencial entre los candidatos no se hizo referencia alguna al tema, y la cuestión tampoco estuvo presente como política o eje central de campaña.
Particularmente las políticas de género de Mauricio Macri -quién fue Jefe de Gobierno de la Ciudad de Buenos Aires y luego Presidente de Argentina- fueron contradictorias y frecuentemente despertaron críticas. La participación femenina en su gabinete presidencial fue del 14%, lo que significó un retroceso en la representación femenina en la política argentina. Antes de las elecciones primarias de Argentina de 2015, Macri prometió que las personas tendrían igual oportunidad laboral sin importar su género y pometió armar una "red de nacional de protección a la mujer que sufra violencia de género, con acceso gratuito y atención las 24 horas". Sin embargo, en 2014 la ONG Ayuda a Víctimas de Violación (AVIVI) denunció que el Gobierno de la Ciudad de Buenos Aires había cerrado el programa destinado a contener a víctimas de violencia sexual que funcionaba en el marco de la Subsecretaría de Derechos Humanos de la Ciudad de Buenos Aires. Desde el gobierno porteño argumentaron que se trató de una "reorganización de personal".
Durante la presidencia de Mauricio Macri, se designó a la feminista Fabiana Tuñez, una de las fundadoras de La Casa del Encuentro, para la presidencia del Consejo Nacional de las Mujeres. Además, el gobierno porteño ya había colaborado con el proyecto feminista de La Casa del Encuentro junto a la embajada de los Estados Unidos, la Fundación Avon y el Fondo de Población de las Naciones Unidas.

### Botón antipánico
A mediados de 2011 el jefe de gobierno de la Ciudad de Buenos Aires, Mauricio Macri, anunció la entrega de 60.000 botones antipánico, los mismos cuenta con un geolocalizador que automáticamente da a conocer el paradero de la víctima que pulsó la tecla. Los dispositivos sirven para prever situaciones de violencia de género, además se les fueron entregados a personas mayores de edad que pudieran ser víctima de asaltos en sus viviendas. En 2012 en el partido de Tigre también se implementó el botón antipánico.
En 2013 dos jóvenes santafesinos, Maximiliano Macedo y Nicolás Ribas presentaron como proyecto final de la carrera de Analista en Informática Aplicada, una aplicación para sistema operativo Android para instalar el botón antipánico en el celular.
En noviembre de 2014 el gobierno nacional a través del Ministerio de Seguridad precedido por Cecilia Rodríguez anunció la entrega de 1000 botones antipánico a disposición de la justicia.

### Refugios y contención
Existen hogares para gente en situación de calle, que muchas veces son usados por aquellas mujeres que escapan de su hogar por problemas de violencia de género, muchas veces en compañía de sus hijos. Para fines de 2012 existían cuatro refugios exclusivamente para mujeres en la ciudad de Córdoba, estos son: El Portal de Belén, el Hogar de María, la Casa de María Madre Teresa de Calcuta y el hogar Santa Catalina de Siena.
En marzo de 2013 se inaugura el primer refugio para mujeres en Córdoba, el inmueble consta de 1.250 metros cuadrados cubiertos y habitaciones debidamente amuebladas, como también salas para niños y espacios para adultos y biblioteca. El sitio también dispone de consultorio médico y equipo de psicólogos, trabajadores sociales, médicos, abogados, nutricionistas y acompañantes terapéuticos que brindan asistencia a las víctimas.
En 2014 en la ciudad de Paraná la intendenta Blanca Osuna inauguró la Casa de las Mujeres, un refugio para víctimas de violencia o trata de personas que dependerá de la cartera de la Secretaría de Derechos Humanos de aquella comuna. El cuerpo directivo está constituido por una directora, una subdirectora, dos abogadas, dos trabajadoras sociales, tres psicólogas y catorce acompañantes. El tiempo de permanencia estimado es de 45 días, pero se puede extender mediante una prórroga.
En 2020 debido al coronavirus y la consecuente cuarentena obligatoria, varios de los paradores de CABA, que dependen directamente del Ministerio de Desarrollo Humano y Hábitat de la Nación en colaboración con el Gobierno de la Ciudad de Buenos Aires, tuvieron que limitar los ingresos pero siguen operando aunque con capacidad reducida.

### Otras medidas
Siguiendo el ejemplo de otros países de la región que tienen su ley de femicidio como Chile (pese a que allí los homicidios por violencia de género son menores que en Argentina), la Cámara de Diputados aprobó en noviembre de 2012 en segunda vuelta y por unanimidad la ley que castiga con cadena perpetua los crímenes considerados de género, ello también que incluye tanto a mujeres como personas trans. Durante el debate en la cámara de diputados hubo consenso en que el Estado incorpore otras acciones además de las penales. Precisamente la diputada radical María Luisa Storani argumentó que: "lo que sigue es quitarles la patria potestad a los hombres que hayan matado a sus parejas".
Pero la norma sufriría modificaciones en el Senado. Fue aprobada por unanimidad por los 47 senadores que estuvieron presentes, la ley mantenía la condena de cadena perpetua «al hombre que matare a una mujer o a una persona que se autoperciba con identidad de género femenino y mediare violencia de género». Se creó así el femicidio como una nueva figura penal, y no como un agravante a un simple homicidio.
En septiembre de 2014 el senado de la provincia de Salta sancionó por una unanimidad el decreto de necesidad y urgencia n.º 2654, en donde se declara la emergencia pública contra la violencia de género en el territorio de Salta por dos años.
En noviembre de 2015 la legislatura de Córdoba aprobó una normativa para crear la licencia para aquellas empleadas del Estado provincial que fueron víctimas de violencia de género, la misma establece una licencia de 30 días.
Pese a las nuevas legislaciones y normativas, los feminicidios no mermaron en Argentina. Algunos funcionarios, abogados y legisladores han declarado que frecuentemente la justicia no actúa con suficiente rapidez, o inclusive que en reiteradas ocasiones no se incluye la figura de feminicidio en las causas.
El presidente Mauricio Macri anunció un plan integral contra la violencia de género el 26 de julio de 2016, la directora del Consejo Nacional de las Mujeres Fabiana Tuñez, quién abrió el acto que se desarrolló en el Salón Blanco de la Casa Rosada dijo al respecto:

«Quién hubiese dicho que este plan, que tanto tiempo habíamos pedido desde la sociedad civil por las calles, iba a llegar. Y que yo, quien después de tanto gritar con mis compañeras, iba a ser, junto con la ministra y los equipos de todos los ministerios, quien tuviera que anunciar este plan una deuda que teníamos desde el año 2010 y que hoy va a ser una realidad para cada una de las mujeres de todo el país.»
Fabiana Tuñez.

El plan contempla 69 medidas y 137 acciones detalladas para prevenir y ayudar a mujeres víctimas de violencia de género, para lo cual se destinarán 750.000 pesos, se prevé construir una red nacional de hogares de protección para mujeres, niñas y niños. Aparte de las medidas para atender el problema de forma más urgente, también se anunciaron planes de "reeducación", tales como la incorporación de la perspectiva de género en las currículas escolares y campañas de concientización.
Se hará mayor uso de la tecnología con la incorporación de tobilleras con geolocalización para los agresores, mientras que a las víctimas se les instalará una aplicación en sus celulares inteligentes,en el caso de que el agresor tenga una orden de restricción y la incumpliese acercándose a la víctima a un radio de distancia peligroso, la tobillera dará aviso tanto a la víctima (por medio de su celular), como a la policía. Asimismo, en el celular de la víctima se instalará una aplicación mediante la que al agitar el dispositivo, se dispararán alertas a otros tres teléfonos pautados con antelación.

## Manifestaciones y Ni una menos
Debido a la situación alarmante que generaban los femicidios en la Argentina, un grupo de mujeres organizó primero una maratón de lectura en la Plaza Boris Spivacow el 26 de marzo de 2015. Coincidía en forma alarmante el hallazgo del cadáver de Daiana García el mismo día que se cumplieron diez años de la desaparición de la estudiante neuquina Florencia Pennacchi, cuando salió de su casa en el barrio de Palermo. El objetivo era visibilizar la problemática y reclamar un freno al contador de mujeres muertas que para 2014 fue de 277. Tiempo después, el asesinato de Chiara Páez hizo que volvieran a organizarse en una nueva convocatoria frente al Congreso de la Nación, el 3 de junio de 2015. A pesar de que el tema fue iniciado por un grupo de feministas y publicitado en revistas feministas, fue apoyado por todo tipo de personas indistintamente de su género. Al comienzo se trataba de un evento feminista, pero el tema rápidamente se viralizó y tomó trascendencia internacional.
La convocatoria se realizó principalmente a través de las redes sociales. Numerosas figuras públicas se adhirieron, incluyendo jugadores de fútbol, actores, artistas, periodistas, deportistas, dirigentes políticos, ONGs, sindicatos, famosos y personajes mediáticos.
Hubo masivas marchas en más de cien ciudades a la misma hora nucleados bajo el colectivo de Ni una menos. En Buenos Aires se trató de una convocatoria multitudinaria frente al Congreso de la Nación con más de 300.000 personas, hombres, mujeres y niños. Tras la histórica marcha el gobierno de Cristina Fernández de Kirchner anunció la creación de la Unidad de Registro, Sistematización y Seguimiento de feminicidios a través de la Secretaría de Derechos Humanos.

## La Casa del Encuentro
El 4 de octubre de 2003 se fundó La Casa del Encuentro, una ONG precedida por Ada Beatriz Rico con el objetivo de crear un movimiento feminista por los derechos humanos de las mujeres en el país. La asociación civil cuenta con tallares de capacitación, da asistencia y orientación psicológica para víctimas de violencia y trata de personas. La Casa del Encuentro coordina a su vez el Observatorio de Femicidios “Adriana Marisel Zambrano”. En 2008 elaboraron el primer informe sobre feminicidios en Argentina.
Carolina Stanley ministra de Desarrollo Social del presidente Mauricio Macri le ofreció a Fabiana Tuñez (una de las fundadoras de la Casa del Encuentro) la presidencia del Consejo Nacional de las Mujeres, Tuñez fue así la primera activista feminista que accede a un cargo. En noviembre de 2013, La Casa del Encuentro presentó un informe de los femicidios ocurridos entre 2008 y 2013 publicado con licencia libre.

## Estadísticas
No existe un ente oficial que elabore estadísticas sobre el tema, Argentina no aparece en el informe que presentó Naciones Unidas en 2015 sobre la situación de la mujer en el mundo. La directora de la Casa del Encuentro reclama desde 2008 datos oficiales al gobierno nacional. Según la organización dirigida por Fabiana Tuñez, una mujer es asesinada cada treinta horas, y corre más peligro de muerte en su propia casa (en convivencia con su pareja, marido o novio) que en plena calle. En 2014 los femicidios aumentaron en un 14% con respecto al año anterior, las edades oscilan entre los 19 a 50 años.
Desde 2008 hasta 2015 resultaron asesinadas 2098 mujeres por violencia de género. Solo en 2014 hubo 200 niños que perdieron a su madre.
En 2014 hubo 277 asesinatos, de los cuales en solo 39 casos existía la denuncia, mientras que en cuatro casos había una orden de exclusión del sujeto violento. Las provincias de Buenos Aires, Córdoba y Salta son las primeras que encabezan el listado.La organización insiste ante el Poder Legislativo una reglamentación para que aquel agresor que fuera condenado, se le prive automáticamente de la patria potestad sin necesidad de trámite judicial.
Un total de 286 mujeres fueron asesinadas en 2015, incrementándose de nuevo la cifra con respecto al año anterior. Para el año 2021, la cifra subió a 305 mujeres asesinadas.
Según el registro de la Corte Suprema, en Argentina hubo 251 víctimas de femicidio en 2020. Los datos también indican que el 89 % de los imputados fueron varones con quienes las víctimas tenían un vínculo o conocimiento previo; el 59 % de los casos provienen de sus parejas y exparejas.